# Terceretoli
Terceretoli è una località del comune italiano di Mulazzo, nella provincia di Massa-Carrara, in Toscana.

## Monumenti e luoghi d'interesse

### Oratorio di Sant'Antonio da Padova
L'oratorio di Sant'Antonio da Padova, dipendente dalla parrocchia di San Martino a Castevoli, risale al XVII secolo, si presenta finemente decorato all'interno. Il soffitto è voltato. L'oratorio ha un piccolo campanile sul tetto con due campane. Possiede un sagrato recintato da un muretto davanti alla facciata, dove un tempo si svolgevano le "aste" di prodotti agricoli nel giorno di Sant'Antonio. Sulla facciata è presente una tettoia.

## Cultura

### Cucina
Prodotto tipico della località è la "cipolla di Terceretoli", dalla caratteristica forma tonda e schiacciata e dal colore rosato. La si raccoglie principalmente nei mesi di giugno e luglio.